# Byragondlu, Koratagere
Byragondlu là một làng thuộc tehsil Koratagere, huyện Tumkur, bang Karnataka, Ấn Độ.